# 玉树杜鹃
玉树杜鹃（学名：Rhododendron przewalskii sp. yushuense）为杜鹃花科杜鹃花属下的一个亚种。

## 扩展阅读
- 維基物種上的相關：玉树杜鹃